# Pałac Kinskich w Pradze
Pałac Kinskich w Pradze, także pałac Goltz-Kinskich (czes. palác Golz-Kinských) — rokokowy pałac na rynku Starego Miasta w Pradze.
Pałac został wybudowany w latach 1755–1765 dla hrabiego Jana Ernesta Goltza, zapewne według projektu Anselmo Lurago. Sztukaterie na fasadzie wykonał C. G. Bossi. Po śmierci hrabiego Golza jego żona sprzedała pałac hrabiemu Rudolfowi Kinskiemu. W XIX w. właściciele zakupili sąsiednie kamienice (całą z lewej strony i część z prawej). W latach 1836–1839 zostały one połączone z pałacem według projektu J. O. Krannera.
9 czerwca 1843 w pałacu urodziła się Bertha von Suttner, laureatka Pokojowej Nagrody Nobla. Pod koniec XIX w. znajdowało się tam niemieckie gimnazjum, do którego w latach 1893–1901 uczęszczał Franz Kafka. W okresie międzywojennym w pałacu mieściło się Poselstwo RP (1922–1934). 25 lutego 1948 Klement Gottwald z balkonu pałacu ogłosił przejęcie władzy przez komunistów. W 1949 zabytek stał się siedzibą kolekcji grafiki Galerii Narodowej w Pradze. 
W latach 2014–2020 funkcję kuratora projektów specjalnych pałacu Kinskich pełni Polak, Adam Budak.